# S larga
La s larga (ſ), también conocida como s alta es una antigua variante contextual de la letra ese. Su pronunciación es la misma que la s redonda, pero su uso dependía de la posición dentro de la palabra:
- S redonda (s actual): al final de las palabras.

- S larga (ſ): en posiciones iniciales y medias.

ſ en serif y sans serif, en latino y en cursiva.

Esta letra solo existe en minúscula, lo que explica por qué la ligadura ß, compuesta de una s larga seguida de una s redonda (o de una z), sigue el mismo principio: en mayúsculas, ſ y ß (ſ+s o ſ+z en alemán) pasan a S y SS.

## Origen y trazado

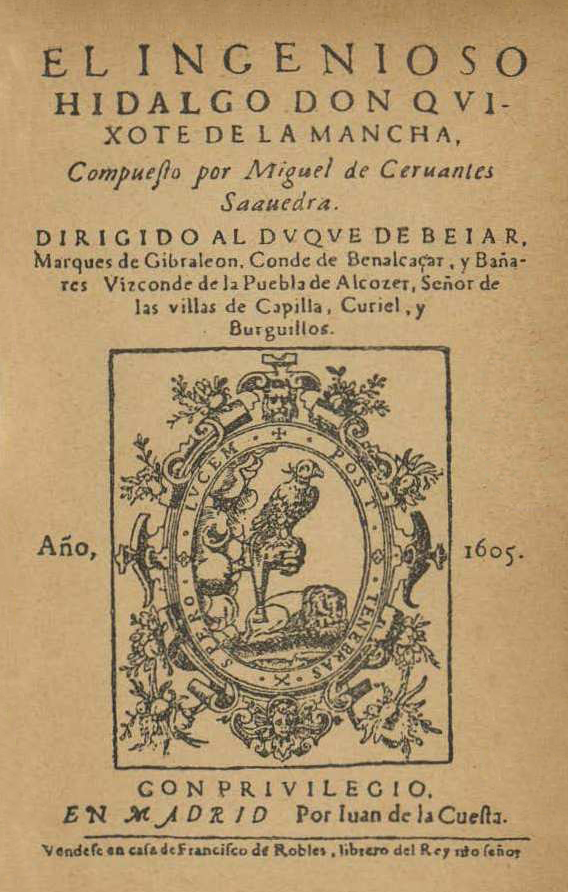
Portada de la 1.ª edición del Quijote. Obsérvese la s larga a mitad de palabra pero no al final, por ejemplo: «Compueʃto por Miguel de Cervantes» o, abajo al pie, «Franciſco de Robles».

La S larga, resultante de la semiuncial latina (aparecida hacia el siglo IV), se transmitió a todas las escrituras latinas posteriores. Su utilización, al principio, no seguía unas normas estrictas. Simple variante manuscrita de la s, su trazado varió bastante según la escritura, la localización y el escriba. Podía utilizarse en todos sitios, sustituyendo a la s redonda. Poco a poco, sin embargo, fue sustituyendo a la s en todas las posiciones excepto la final. En casi todas las ediciones modernas de obras medievales (como El mio Cid, El conde Lucanor, La Celestina, etc.), los editores quitan esta versión de la letra y la reemplazan con s.

## Posiciones
| Posición       | inicial y central | final |
| -------------- | ----------------- | ----- |
| Grafía romana  | ſa                | as    |
| Grafía cursiva | uſa               | as    |

Nótese que la variante cursiva, en los textos impresos, posee a menudo una prolongación descendiente bajo la línea de la base. No es raro tampoco que se añada un trazo a la izquierda, a la altura de x, que la hace parecerse a una f:
La s larga, a causa de su trazado, está sujeta a numerosas ligaduras, de las cuales ſ+s da lugar a ß en numerosos idiomas. Solo el alemán conservó esta ligadura, llamada Eszett. Podría, en esta lengua, proceder de una ligadura, ſz, que, escrita en letra gótica se asemeja más a ſʒ. Este convenio (así como las numerosas ligaduras con s larga) se conservó en la imprenta hasta el siglo XIX, durante el cual se pierde por completo.
El alfabeto griego utiliza dos letras para la sigma, que se corresponden con la latina 's', la 'σ' normal y la forma especial 'ς' al final de palabra, que podría haber ayudado a la creación de formas especiales de la 's', la s sigmática. De hecho, durante el Renacimiento, una parte importante de la intelectualidad europea estaba familiarizada con el griego.
Actualmente, lectores no informados confunden frecuentemente la s larga con una f (la confusión a menudo se debe a la presencia del trazo suplementario).

## Abandono de su uso
Los primeros que dejaron de usar esta letra fueron varios tipógrafos e impresores madrileños en los primeros años de la década de 1760. En la década siguiente prácticamente no se usaba en España.
En la década siguiente los influyentes tipógrafos Bodoni y Didot la fueron abandonando en sus publicaciones y tipografías.
En 1784 John Bell, en Inglaterra, justifica su sustitución por la ese baja para que no se confundiera con la letra efe y para aumentar la distancia visual de las líneas. Al eliminar la posible confusión de esta letra y de sus ligaduras  se reducen los costes de composición, distribución y corrección de textos.
Perduró unos años más en los países con tipografías nacionales (como Alemania con la Fraktur) y en imprentas que mantuvieron sus tipos.

## Conservación del carácter
En matemática encontramos la aparición de una variante de la s larga, el símbolo de la integral, ∫. Su inventor, Leibniz, lo extrajo de la palabra latina summa, ‘suma’, escrito ſumma, de la que solo tomó la inicial.
Existe en el alfabeto fonético internacional otra variante de la s larga llamada esh, ʃ, que sirve para escribir el sonido fricativo sordo postalveolar (como ch en francés y sh en inglés). Actualmente, se la encuentra en las ortografías de varias lenguas de África (como el dagbani en Ghana, el songhay y el tamasheq en Malí). Su mayúscula no es una ese, sino un tipo de mayúscula de la letra griega sigma: Ʃ; o también una versión de gran tamaño de la minúscula en el alfabeto internacional de Niamey, escritura preferible para las lenguas africanas. 
Estos dos caracteres se trazan siempre, tanto en romano como en cursiva («letra bastardilla»), con una prolongación descendiente bajo la línea de base.
Los agujeros de la caja del Violín y otros instrumentos de cuerda, llamados "oídos" o "eses", son s larga. A veces son también llamados "efes".

## Código informático
La norma Unicode prevé minúsculas para la s larga y sus derivados.
- ſ (U+017F):
  - UTF-8: 0xC5 0xBF;
  - UTF-8 octal: \305\277;
  - entidad numérica decimal HTML: &#383;;
- ẛ (U+1E9B, s larga con punto superior utilizado por ejemplo en los manuscritos gaélicos de Irlanda):
  - UTF-8: 0xE1 0xBA 0x9B;
  - UTF-8 octal: \341\272\233;
  - entidad numérica HTML: &#7835;;
- ﬅ (U+FB05; ligadura de s larga y t):
  - UTF-8: 0xEF 0xAC 0x85;
  - UTF-8 octal: \357\254\205;
  - entidad numérica HTML: &#64261;.

El símbolo de la integral está representado por otro carácter: 
- ∫ (U+222B):
  - UTF-8: 0xE2 0x88 0xAB;
  - UTF-8 octal: \342\210\253;
  - entidad numérica decimal HTML: &#8747;.

Por último, para la esh del alfabeto fonético internacional y presente en la ortografía de muchas lenguas africanas: 
- ʃ (U+0283):
  - UTF-8: 0xCA 0x83;
  - UTF-8 octal: \312\203;
  - entidad numérica decimal HTML: &#643;.

La versión en mayúsculas, que solo es útil a las lenguas africanas, se parece a la sigma del griego (Σ): 
- Ʃ (U+01A9):
  - UTF-8: 0xC6 0xA9;
  - UTF-8 octal: \306\251;
  - entidad numérica decimal HTML: &#425;.